# Versicano
Il versicano è un proteoglicano deputato all'attivazione cellulare dei macrofagi e che induce il midollo osseo a produrre il fattore di necrosi tumorale, molecola coinvolta nelle reazioni infiammatorie. Il versicano fu scoperto dai ricercatori dell'Università della California e la notizia della sua scoperta apparve per la prima volta sulla rivista scientifica Nature.
Il team di ricerca, il cui leader era il professore di patologia e farmacologia Michael Karin, descrisse il ruolo del versicano nella metastatizzazione del carcinoma del polmone: le cellule tumorali proliferano a distanza utilizzando molecole, come il versicano, che normalmente dovrebbero fungere da attivatori delle cellule del sistema immunitario.